# Hubert Procházka
Hubert Procházka (ur. 19 października 1885 w Kobeřice u Brna, zm. 18 października 1935 w Brnie) – czeski lekarz psychiatra, profesor psychiatrii Uniwersytetu Masaryka w Brnie, szachista.
Studiował medycynę na Uniwersytecie w Pradze, był asystentem Karela Kuffnera. Kierował katedrą psychiatrii i neurologii Uniwersytetu Masaryka od 1930 do 1935 roku. Zginął zastrzelony przez swojego byłego pacjenta w przeddzień swoich pięćdziesiątych urodzin.